# Travis Laplante

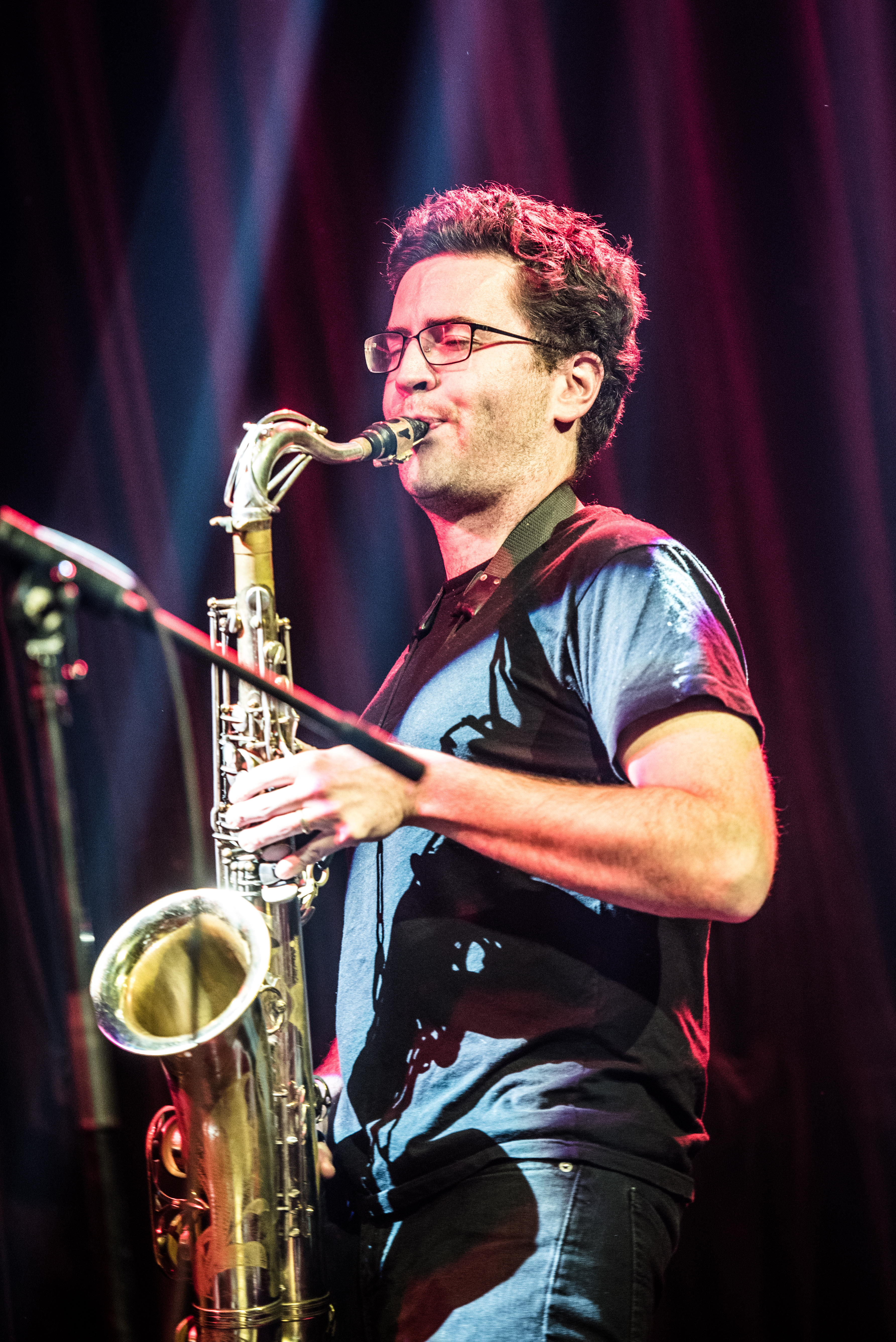
Travis Laplante beim Moers Festival 2017

Travis Laplante ist ein US-amerikanischer Rock- und Jazz-Musiker (Saxophon, Keyboard) und Komponist.
Laplante hatte Anfang der 2000er Jahre ein Trio mit Michael Formanek und Gerald Cleaver; ferner gehörte er den Underground-Rockbands Extra Life und Skeletons an. Laplante arbeitete im Laufe seiner Karriere u. a. mit Anthony Braxton, Mark Dresser, Mat Maneri, Trevor Dunn, Peter Evans, Matt Wilson, David Liebman, Dennis González und George Garzone. Er war mit Darius Jones Co-Leader der Formation Little Women, mit der er nach einer ersten EP ein Album für AUM Fidelity vorlegte. 2017 spielte er im Quartett mit Ingrid Laubrock, Tom Rainey und Randy Peterson, 2018 im Duo mit  Gerald Cleaver. 2012 spielte er unter eigenem Namen das Album Heart Protector mit Eigenkompositionen ein. Laplante lebt in Brooklyn.  
Nate Chinen lobte in der New York Times Laplantes „tremendous technical control […], splinterng notes as if through a prism, using circular-breathing for purposes of hypnotism.“

## Diskographische Hinweise
- Little Women: Teeth on Sockets (2008)
- Little Women: Throat (2009)
- Extra Life: Made Flesh (2010)
- Travis Laplante & Yarn/Wire: Inner Garden (2020)
- Travis Laplante / Jason Nazary: Tunnel to Light (2021)
- Wild Tapestry (2022)